# 白莲泾

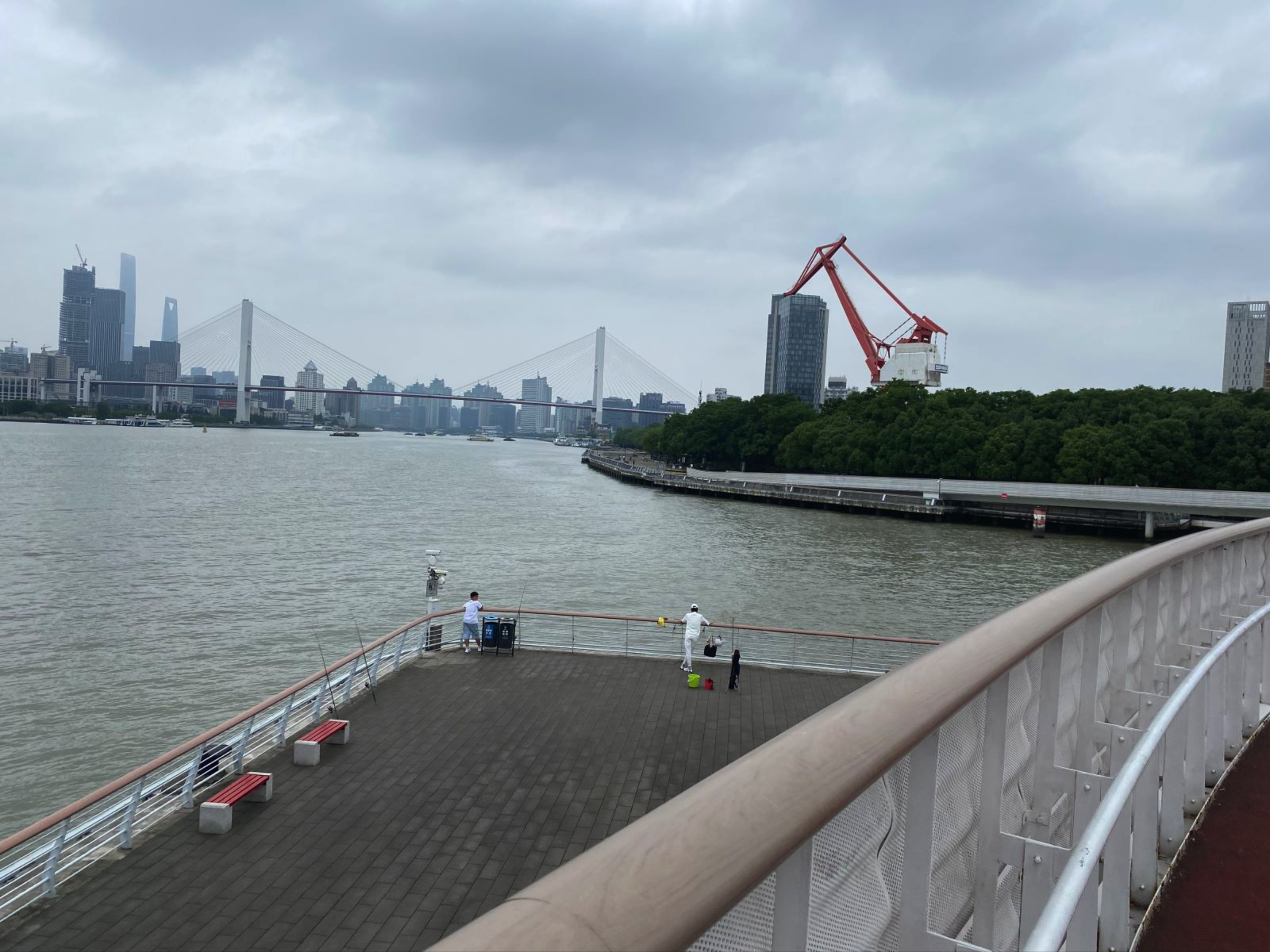
浦东滨江白莲泾与黄浦江汇合处，远处为南浦大桥

白莲泾，又称白莲泾港、莲溪，上海浦东新区内的一条河流。东起牛角尖，向西于今白莲泾公园以北汇入黄浦江，全长10.5公里，河宽10～20米。

## 命名
白莲泾的名字最初来源于南宋初年创立的佛教净土宗宗派之一的白莲宗。

## 水利
白莲泾是由宋元时期的盐民所开挖，最早为了与灶门港沟通，便于航运。

### 疏浚
白莲泾的疏浚可溯至明朝。明万历十年(1582)，淞江通判刘师召浚白莲泾。乾隆二十年(1755)，祝尔和浚白莲泾。乾隆三十六年(1771)，南汇县事成汝舟疏浚白莲泾。道光十五年（1835年）十一月，南汇县知县朱清耀会同川沙同知何士祁疏浚白莲泾，次年二月竣工。光绪三年（1876年）九月，知县顾思贤会同川沙同知陈方赢详浚白莲泾。光绪五年（1879年），松江府疏浚白莲泾等河道，知府陶澍等亲临现场，量验河口底、宽、深及现有水势，逐竿测量，按段标记。民国14年（1925年），黄汝丹浚白莲泾。
解放后，1960年代开挖的三八河成为了黄浦江的干河，减轻了白莲泾的排泄压力。1978年，用于挡潮、排涝、灌溉、引水和通航的“白莲泾套闸”破土动工，于翌年1月20日竣工。并将下游河道浚深加宽、截弯取直，从港口至船闸一段能通行100吨级船舶，自船闸至川杨河段可通行60吨级船舶，受益农田2万余公顷。1986～1987年，完成曹家沟、白莲泾及其他淤塞航道的疏浚，共清淤土方39.23万立方米；清除洋泾、白莲泾航道石块等碍航物230吨；打捞沉船17艘，383吨。1991～1992年，清除白莲泾航道六里航段300多吨碍航物和45吨水泥沉船1艘。

### 治理
1976年～1978年间，受到沿岸工业影响白莲泾等河段水质已受中等污染。据1985年监测，白莲泾的污染尤为严重，夏季出现黑臭现象。1990年，川沙县环境监测站开始对白莲泾水环境质量进行监测。 2010年，对贯穿世博园区的白莲泾实施了疏浚、植绿、水闸美化等综合整治任务。

### 碼頭
周家渡至白莲泾匯入黃浦江的區域歷史上為碼頭區，稱為白蓮涇碼頭。1930年至1940年，美國花旗大來洋行在該區域建立大來碼頭。同時期中興公司又在該區域建立中興碼頭。1950年這些碼頭合併並統稱白蓮涇碼頭。1974年至1975年，上海港務局對該區域改造。大來碼頭的泊位與中興碼頭的泊位連成一片。後來該區域成為交通部上海港務管理局第四裝卸作業區，簡稱上港四區。2007年10月8日，為迎接2010年上海世博會的建設，白莲泾港永久封港口，白蓮涇碼頭也不再使用。此地成為上海世博會園區之一。

## 支流
东支接吕家浜通川沙，南支接长浜通横沔港的诸灶港达南汇。

## 跨河桥梁
- 白莲泾慢行桥[16]
- 世博大道桥
- 白莲泾路桥
- 雪野路桥
- 浦东南路桥
- 东明路白莲泾桥
- 南码头路桥
- 浦三路桥
- 东三里桥路白莲泾桥
- 杨高南路桥
- 前锦桥
- 白莲桥
- 前程路白莲泾桥
- 高科西路白莲泾桥
- 沪南路白莲泾桥
- 虹桥南街桥
- 莲溪路白莲泾桥
- 镇中心路桥
- 罗山高架路
- 华佗路白莲泾桥
- 达尔文路白莲泾桥
- 科苑路白莲泾桥
- 蔡伦路白莲泾桥
- 张衡路白莲泾桥
- 毕升路白莲泾桥

## 河滨休闲
- 白莲泾公园

- 白莲泾休闲绿地

- 南码头河滨休闲广场

- 北蔡镇公共运动场

## 人文
清代诗人沈鑫有《白莲泾晚渡》一诗：一叶舟如驶，萧萧荻秋洲。潮喷寒夜月，树簇海天秋。击揖添吟兴，衔杯破客愁。谁今川上水，日夕向东流。